# Joan Higginbotham

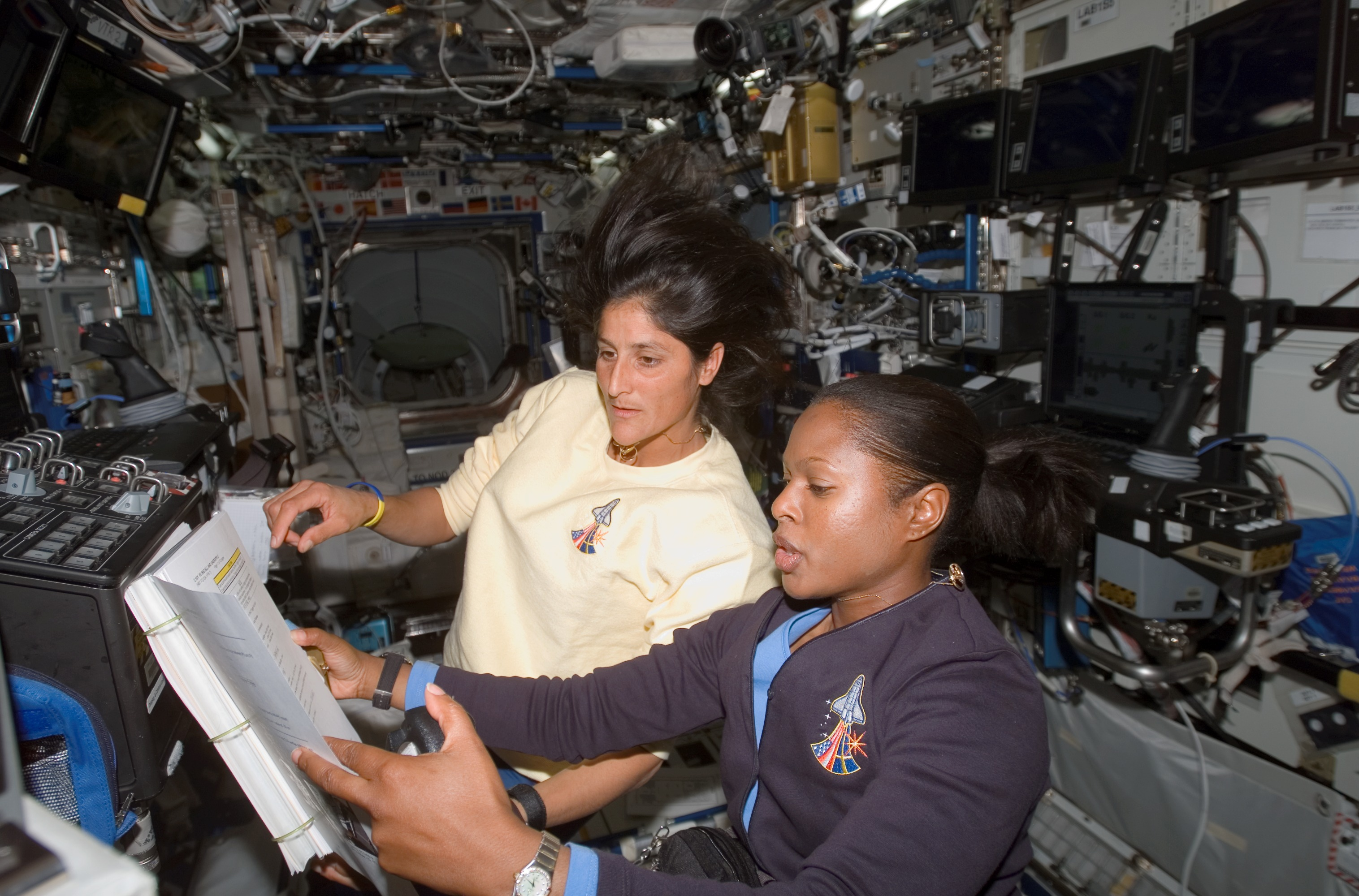
Joan Higginbotham i Sunita Williams na Międzynarodowej Stacji Kosmicznej

Joan Elizabeth Miller Higginbotham (ur. 3 sierpnia 1964 w Chicago) – amerykańska astronautka, inżynier. Uczestniczyła w misji STS-116 wahadłowca Discovery, i jest trzecią Afroamerykanką, która była w kosmosie (po Mae Jemison i Stephanie Wilson). 

## Wykształcenie
- 1982 – w rodzinnym Chicago ukończyła szkołę średnią (Whitney M. Young Magnet High School).
- 1987 – została absolwentką Southern Illinois University w Carbondale, gdzie uzyskała licencjat z inżynierii elektrycznej.
- 1992 – na Florida Institute of Technology(inne języki) otrzymała stopień magistra w dziedzinie zarządzania.
- 1996 – na tej samej uczelni zdobyła stopień magistra w zakresie systemów kosmicznych[2].

## Praca w NASA i kariera astronautki
- 1987–1996 – w 1987 rozpoczęła pracę w NASA. W Centrum Kosmicznym im. Johna F. Kennedy’ego (Kennedy Space Center) początkowo była zatrudniona w dziale ds. systemów elektrycznych i telekomunikacyjnych. Zajmowała się tam ładunkami użytecznymi. Zaledwie po pół roku powierzono jej kierowanie doświadczeniami na wahadłowcu Columbia. Później zajmowała się m.in. testami zgodności instalacji elektrycznych wszystkich ładunków użytecznych z systemami wahadłowców. Była również kierownikiem średniego szczebla w dziale zarządzania i operacji promów kosmicznych (Shuttle Operations and Management). Kierowała także grupą inżynierów zajmujących się najbardziej krytycznymi etapami lotu wahadłowca. Podczas realizacji programu Shuttle-Mir Higginbotham była zastępcą głównego inżyniera ds. promu Atlantis. Brała udział w pracach nad integracją nowego węzła cumowniczego (Orbiter Docking Station – ODS) z systemami wahadłowca. Była również głównym inżynierem projektu dla wahadłowca OV-102 Columbia. Do jej zadań należały m.in. zagadnienia dotyczące poszukiwania i usuwania błędów oraz testowanie wyposażenia. W 1994 znalazła się wśród 122 finalistów naboru do 15 grupy astronautów NASA, ale tym razem nie została zakwalifikowana.
- 1996 – 1 maja zakwalifikowano ją do 16 grupy astronautów NASA. Do tego czasu aktywnie uczestniczyła w 53 zabezpieczeniach startów wahadłowców. W sierpniu razem z 43 innymi kandydatami (10 pilotów, 25 specjalistów misji oraz 9 cudzoziemców) rozpoczęła dwuletni trening podstawowy.
- 1998 – zakończyła wspomniane przeszkolenie, po którym otrzymała uprawnienia specjalisty misji i przydział do Biura Astronautów NASA. Tam trafiła do działu ładunków użytecznych oraz systemów podtrzymywania życia (Payloads & Habitability Branch). Później pracowała w Laboratorium Integracji Awioniki Wahadłowca (Shuttle Avionics Integration Laboratory – SAIL), a także w Centrum Kosmicznym im. Johna F. Kennedy’ego w Operations Support Branch, gdzie zajmowała się testowaniem i kontrolą modułów Międzynarodowej Stacji Kosmicznej. Później została przeniesiona do działu łączności z załogami (CapCom Branch).
- 2002 – została wyznaczona do pełnienia funkcji specjalisty misji podczas lotu STS-117, który miał się odbyć we wrześniu 2003. Katastrofa promu Columbia spowodowała, że plan lotów uległ gruntownej modyfikacji i opóźnieniu.
- 2005 – w lutym otrzymała nominacje do załogi misji STS-116.
- 2006 – w grudniu uczestniczyła w 12 dniowej misji STS-116 wahadłowca Discovery, podczas której prowadzono prace na Międzynarodowej Stacji Kosmicznej[2]
- 2007 – 1 października NASA ogłosiła skład załogi do misji STS-126. Higginbotham, która miała w niej uczestniczyć już w listopadzie zrezygnowała z drugiego lotu w kosmos i opuściła NASA. Wybrała pracę w sektorze prywatnym.

## Nagrody i odznaczenia
- medal NASA „Za wyjątkowe zasługi” (NASA Exceptional Service Medal)
- nagroda grupowa za dokonania związane z lotem STS-26 (pierwszy lot wahadłowca po katastrofie Challengera)
- pochwała za zasługi związane z misjami dla Departamentu Obrony USA (Commendation of Merit for Service to the Department of Defense Missions)
- nagroda „Czarnej Róży” (2007 Black Rose Award) przyznana przez Amerykańską Ligę Czarnych Kobiet (The League of Black Women) za wkład w równouprawnienie
- Universal Astronaut Insignia za lot orbitalny (nr 450) – Stowarzyszenie Uczestników Lotów Kosmicznych (Association of Space Explorers(inne języki))[3]

## Wykaz lotów
| Loty kosmiczne, w których uczestniczyła Joan E. Higginbotham              | Loty kosmiczne, w których uczestniczyła Joan E. Higginbotham | Loty kosmiczne, w których uczestniczyła Joan E. Higginbotham | Loty kosmiczne, w których uczestniczyła Joan E. Higginbotham | Loty kosmiczne, w których uczestniczyła Joan E. Higginbotham | Loty kosmiczne, w których uczestniczyła Joan E. Higginbotham | Loty kosmiczne, w których uczestniczyła Joan E. Higginbotham |
| Nr                                                                        | Data startu                                                  | Statek kosmiczny                                             | Data lądowania                                               | Statek kosmiczny                                             | Funkcja                                                      | Czas trwania                                                 |
| ------------------------------------------------------------------------- | ------------------------------------------------------------ | ------------------------------------------------------------ | ------------------------------------------------------------ | ------------------------------------------------------------ | ------------------------------------------------------------ | ------------------------------------------------------------ |
| 1                                                                         | 10 grudnia 2006                                              | STS-116 Discovery F-33                                       | 22 grudnia 2006                                              | STS-116 Discovery F-33                                       | Specjalista misji (MS-4)                                     | 12 dni 20 godzin 44 minuty i 24 sekundy                      |
| Łączny czas spędzony w kosmosie – 12 dni 20 godzin 44 minuty i 24 sekundy |                                                              |                                                              |                                                              |                                                              |                                                              |                                                              |